# جيرنتوكسيماب
جيرنتوكسيماب هو جسم مضاد وحيد النسيلة مجانس مصمم لعلاج سرطانة الخلايا الكلوية طورته شركة اسمها Wilex AG. يستهدف هذا الضد مستقبل Carbonic anhydrase IX الذي يتم التعبير عنه على سطح الخلايا السرطانية الكلوية. يعرف المستقبل بالاختصار CA9/CA IX ويعبر عنه من خلال الجين CA9.